# 楊漢斯本山脊
楊漢斯本山脊（Younghusband Ridge）為位於加拿大亞伯達省和英屬哥倫比亞省邊界的山峰。1927年時為紀念榮赫鵬爵士的貢獻以其名命名此山峰。

## 資料來源
1. 1 2  .   [2021-12-20]. （原始内容存档于2016-03-03）.
2. ↑  .   [2021-12-20]. （原始内容存档于2011-06-12）.